# La Salle Montcada
El col·legi La Salle Montcada és un centre educatiu del municipi de Montcada i Reixac. Està situat al carrer de Sant Joan Baptista Salle, 1, entre els rius Ripoll i Besòs, al centre del poble. El seu fundador va ser Joan Baptista de la Salle.
El col·legi La Salle és present a Montcada i Reixac des de 1910. L'any 1936 funcionà com a escola laica, a causa de la Guerra Civil, fins a l'any 1939. Amb les inundacions de l'any 1962, van haver de reconstruir el col·legi. L'any 1966 es va inaugurar un segon edifici. I el 1971, un tercer edifici per l'augment del nombre d'alumnes. Amb motiu del 75è aniversari, l'any 1985 es va publicar el llibre Un col·legi que fa un poble. 1910 / 1985. La Salle Montcada. El 1998 s'inaugurà un nou edifici per adaptar-se a la LOGSE (1990). Es va publicar un altre llibre el 2010 per celebrar els 100 anys de l'escola: La Salle Montcada 1910-2010. 100 anys fent poble. El col·legi rep el certificat ISO 9001 per un ensenyament de qualitat.